# Hrafn Gunnlaugsson
Hrafn Gunnlaugsson (ur. 17 czerwca 1948 w Reykjavíku) – islandzki reżyser i scenarzysta filmowy, najbardziej znany ze swoich filmów osadzonych w czasach wikingów. Jego filmy są czasem nazywane „zimowymi westernami”. Jego siostrą jest aktorka Tinna Gunnlaugsdóttir.

## Wybrana filmografia
- Ojcowizna (Óðal feðranna, 1981)
- Kiedy leci kruk (Hrafninn flýgur, 1984)
- Cień kruka (Í skugga hrafnsins, 1988)
- Biały wiking (Hvíti víkingurinn, 1991)
- Helgu vé, Hin (1993)
- Reykjavík í öðru ljósi (2000)
- Opinberun Hannesar (2004)